# Station Ålgård
Station Ålgård is een station in het dorp Ålgård in de gemeente Gjesdal in de provinvie Rogaland in het zuiden van Noorwegen. Het station was het eindpunt van de spoorlijn Ganddal - Ålgård.  Het stationsgebouw werd ontworpen door Ralph Werenriolskold van het eigen kantoor van NSB. Het spoor bij het station is inmiddels opgebroken, het stationsgebouw is nog aanwezig. Het wordt gebruikt als jeugdcentrum. 

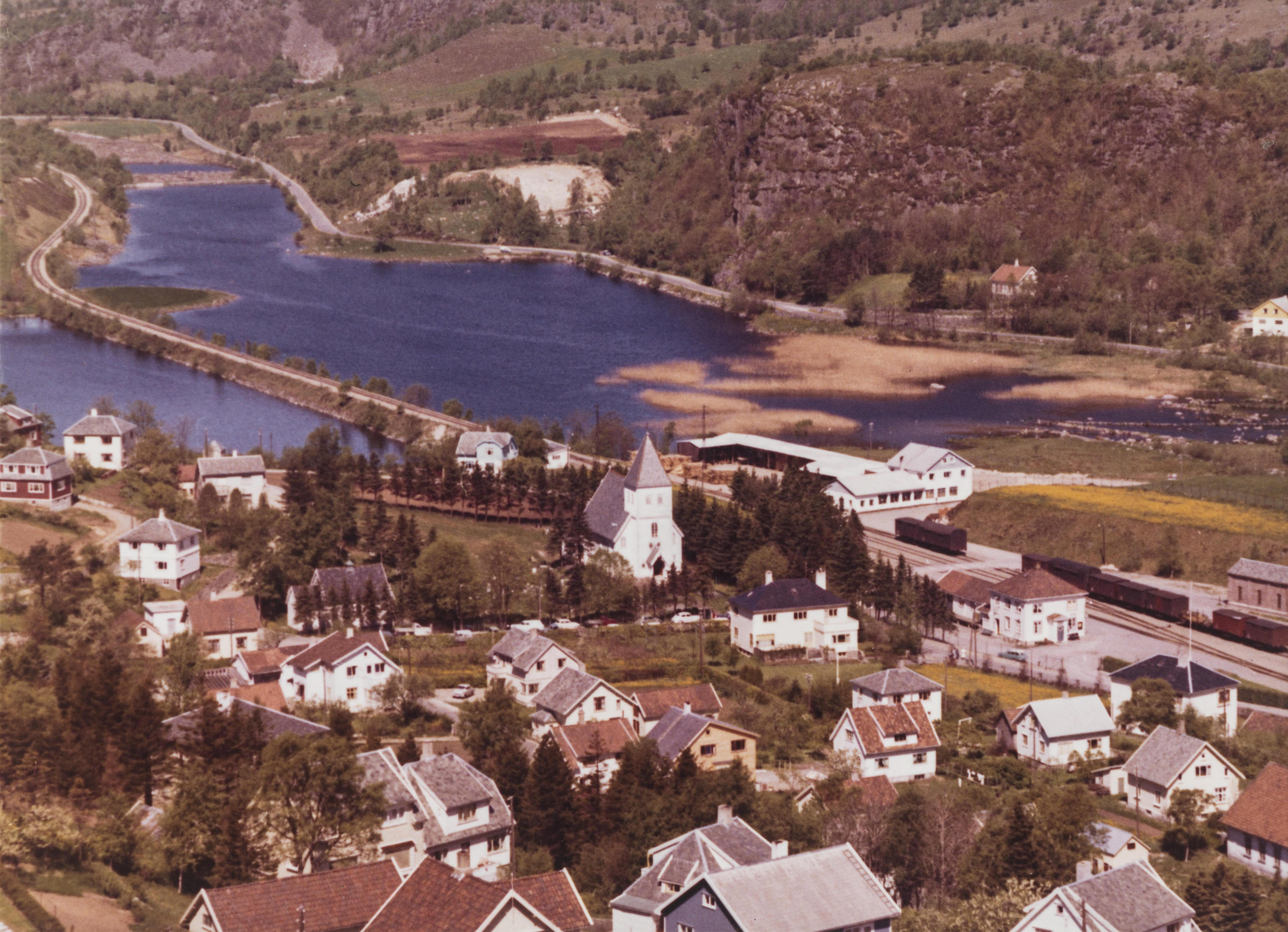
Luchtfoto uit 1961 met het Station en de spoorlijn